# セバスティアン・ナナシ
アルゴト・セバスティアン・ナナシ（Algot Sebastian Nanasi、2002年5月16日 - ）は、スウェーデン・クリシャンスタード出身のサッカー選手。マルメFF所属。ポジションはMFまたはFW。

## クラブ経歴
地元のアマチュアクラブを経て2018年の夏にマルメFFのU-19へ加入した。2020年6月1日、マルメFFのトップチームとプロ契約を結び、同時に2020シーズンはヴァールベリBoISへレンタル移籍することが発表された。
2022年7月20日、2022シーズン終了時までカルマルFFへレンタル移籍をした。
カルマルFFからマルメFFへ復帰した2023シーズンは、リーグ戦29試合で11得点を挙げ、チームをアルスヴェンスカン優勝に導いた。これらの活躍が評価され、シーズン終了後に同シーズンのアルスヴェンスカン最優秀選手賞と最優秀MF賞をダブル受賞した。

## 代表経歴
2018年にU-17スウェーデン代表へ招集されて以降、U-19、U-21と世代別代表の常連としてプレーした経験を持つ。
2023年1月9日、フィンランド代表との国際親善試合にて、82分にヤシン・アヤリとの途中交代でスウェーデン代表デビューを飾った。

## 人物
自身の父方の祖父はハンガリー人であり、父親はスウェーデン生まれながらフロアボールのハンガリー代表に選出された経歴を持つ。そのため、セバスティアン自身はスウェーデンとハンガリーの国籍を保有している。

## タイトル

### クラブ
マルメFF
- アルスヴェンスカン : 2回 (2021, 2023)
- スウェーデンカップ : 1回 (2021-22)

### 個人
- アルスヴェンスカン年間最優秀選手賞 : 1回 (2023)
- アルスヴェンスカン年間最優秀MF賞 : 1回 (2023)